# 한야 요스케
한야 요스케(일본어: 半谷 陽介, 1999년 1월 30일 ~ )는 일본의 축구 선수로 현재 미국 USL 챔피언십의 콜로라도스프링스 스위치백스에서 임대 선수이자 미드필더로 활동 중이며 원 소속팀은 미국 MLS 넥스트 프로의 콜로라도 래피즈 2이다.

## 구단 경력
그는 2022년 콜로라도 래피즈에 입단했다.

## 수상

### 클럽
콜로라도스프링스 스위치백스
- USL 챔피언십 : 우승 (2024)